# Wuling Starlight S
Wuling Starlight S (кит. 五菱星光S; пиньинь Wǔlíng Xingguang S) — среднеразмерный кроссовер, выпускающийся с 2024 года подразделением SAIC-GM-Wuling.

## Описание
Первоначально Starlight S был представлен в апреле 2024 года под названием Wuling Asta Plus. Шильдик был позаимствован у Asta/Xingchen. В июле 2024 года автомобиль был переименован в Wuling Starlight S. Продажи начались 29 августа 2024 года в пяти комплектациях: PHEV (3 варианта) и EV (2 варианта).
Starlight S стилизован под язык дизайна под названием «Эстетика звёздного крыла» и разработан на платформе Tianyu D. Компания заявила, что модель имеет 19 аэродинамических особенностей для достижения коэффициента аэродинамического сопротивления 0,277 Кд.
На центральной консоли имеется 15,6-дюймовый сенсорный экран, а диагональ приборной панели составляет 8,8 дюйма. Операционная система поддерживается встроенной системой ОС Ling, которая поддерживает беспроводные обновления, распознавание голоса и дистанционное управление мобильным телефоном.

## Технические характеристики
Подключаемый гибридный автомобиль приводится в движение 1,5-литровым атмосферным двигателем LBG и передним электродвигателем в сочетании с литий-железо-фосфатным аккумулятором под брендом Shenlian. Максимальная мощность двигателя составляет 78 кВт (105 л. с.). Ёмкость аккумуляторов варьируется от 9,5 до 20,5 кВт·ч с запасом хода 60 км на электротяге и 130 км (по циклу CLTC), а общий запас хода составляет 1100 км. Электромобиль оснащён передним электродвигателем мощностью 150 кВт (201 л. с.) в сочетании с литий-железо-фосфатным аккумулятором ёмкостью 60 кВт·ч.